# يغمش
يغمش أكلة تعود أصولها لشرق ووسط آسيا. يعد اليغمش من الأكلات التي لم يكن لها تاريخ معروف في الحجاز المملكة العربية السعودية، وقد تزامن تواجدها مع تواجد البخاريين السعوديين والعمالة الأجنبية وبالتحديد الأفغانية والشرق أسيوية بشكل عام، حيث أصبحت من الأكلات الشعبية الشهيرة والمعروفة والتي تقوم عليها تلك العمالة، وعرفها الناس في كثير من المناطق، حيث تم اعتمادها كأكلة شعبية بعد أن أضاف عليها المواطنون بعض التعديلات لتتوافق مع الذائقة المحلية. يفرد اليغمش على شكل دوائر وتحشى بالحشوة ثم تغلق وتدهن بالزيت وتوضع في الفرن حتى تحمر من أسفل ومن أعلى، وهي من الأكلات المحببة وخاصة في رمضان، حيث تستخدمها البعض بدلًا من السمبوسة.

## طبق اليغمش
طبق اليغمش من أحد أطباق السفرة الخليجية الذي يتم إعداده بكثرة في في المملكة العربية السعودية والجمهورية اليمنية، وهو طبق جانبي يتم تقديمه بجانب أطباق أخرى ويشبه طبق اليغمش في طريقة إعداده طبق السمبوسة باللحم حيث يستخدم في اليغمش عجين محشوة باللحم المفروم المتبل الذي يوضع في الفرن، يمكن تقديم أطباق السلطة المتنوعة والشوربات المختلفة بجانب طبق اليغمش.
مكونات عجينة اليغمش أربعة أكواب من الدقيق الأبيض، ونصف كوب من السمن النباتي وملعقة صغيرة من الملح ونصف ملعقة صغيرة من الخميرة المذابة في نصف كوب من الماء الفاتر وحبتان من البيض متوسطة الحجم. مكونات حشوة اليغمش: نصف كيلو من اللحم المفروم كثير الدهن وحبة من الطماطم وثلاث حبات من البصل المفرومة والملح والزيت النباتي.